# Ulrich Schlepütz
Ulrich Wilhelm Schlepütz (* 5. August 1966 in Stolberg) ist ein ehemaliger deutscher Leichtathlet, der eine Silbermedaille bei Europameisterschaften erhielt.

## Sportliche Karriere
Ulrich Schlepütz startete bis 1985 für die LG Stolberg und ab 1986 für den ASV Köln. Seine persönliche Bestleistung im 400-Meter-Lauf von 45,93 Sekunden stellte er bei den Deutschen Meisterschaften 1989 in Hamburg auf, als er Zweiter hinter Norbert Dobeleit wurde. Von 1989 bis 1991 gewann Schlepütz drei Meistertitel mit der Kölner 4-mal-400-Meter-Staffel.
Ulrich Schlepütz trat zehnmal im Nationaltrikot an. Bei den Europameisterschaften 1990 in Split erreichte die deutsche 4-mal-400-Meter-Staffel mit Klaus Just, Ulrich Schlepütz, Jörg Vaihinger und Carsten Köhrbrück das Finale mit der schnellsten Vorlaufzeit. Im Endlauf liefen Klaus Just, Edgar Itt, Carsten Köhrbrück und Norbert Dobeleit drei Sekunden schneller als die Vorlaufstaffel und gewannen Silber hinter den Briten und vor der Staffel aus der DDR. Alle sechs beteiligten Deutschen erhielten eine Silbermedaille. Bereits im Jahr zuvor hatte Schlepütz mit der 4-mal-400-Meter-Staffel eine Bronzemedaille bei der Universiade in Duisburg erkämpft.